# Stanley Garton
Arthur Stanley Garton (Worcester Park, 31 marzo 1889 – Woking, 20 ottobre 1948) è stato un canottiere britannico.

## Palmarès

### Olimpiadi
- 1 medaglia:
  - 1 oro (Stoccolma 1912 nell'otto)